# Clifford Dupont
Clifford Walter Dupont, född 6 december 1905 i London, död 28 juni 1978 i Salisbury i Rhodesia (nuvarande Harare i Zimbabwe), var en rhodesisk politiker, ursprungligen advokat, som var Rhodesias förste president 1970-1975.

## Biografi
Dupont emigrerade från England till Rhodesia (nuvarande Zimbabwe) 1948. Han var medlem i regeringen 1962 - 1965 och blev Rhodesias statsöverhuvud vid den ensidiga självständighetsförklaringen 1965. Han blev landets president sedan Smith-regimen utropat landet som en republik 1970 och innehade detta ämbete fram till 1975. Dupont efterträddes av John Wrathall, efter att Henry Everard varit interimspresident en kortare tid.